# Flói
Flói is in J.R.R. Tolkiens fictieve wereld Midden-aarde een dwerg van Erebor.
Flói ging mee met Balin in het jaar 2989 van de derde Era om met een leger Moria te veroveren. Toen ze daar aankwamen, vonden ze vele orks. Er werd een grote slag gevochten. Flói had zojuist een ork-kapitein gedood toen hij werd geraakt door een pijl en stierf. Hij werd begraven in een grasveld in de buurt van het Spiegelmeer. Zijn dood werd opgeschreven in het Boek van Mazarbul dat door het Reisgenootschap van de Ring werd gevonden in het jaar 3019.